# 卓 (姓)
卓（たく）は、漢姓の一つ。中国、台湾、日本、朝鮮などに分布する。

## 中国の姓
百家姓中第277位である。2020年の中華人民共和国の統計では人数順の上位100姓に入っていないが、台湾の2018年の統計では61番目に多い姓で、45,150人がいる。

### 起源
卓姓の起源は楚の後代の頃であり、荊楚十八姓第11位の姓である。
卓氏の一派広東中山卓氏の一族に代々伝わる伝説によると、その祖先は卓姓ではなく、韓姓だという。韓氏の兄弟が戦禍を逃れ、「韓」の字を分解し、「卓」、「韋」を兄弟それぞれの姓とした。その後は「卓」姓は広東一帯に広まり、珠海官塘村周辺に居住からマカオや香港、台湾、日本、朝鮮などアジア全域に広まった。

### 著名な人物
- 卓文君 - 司馬相如の妻
- 卓茂 - 前漢時代末期から後漢時代初期にかけての後漢の武将・政治家。
- 卓膺 - 後漢末期から三国時代の劉璋・蜀漢の武将。
- 卓敬 - 明の重臣。
- 卓文萱 - 台湾の歌手。
- 卓秉恬（中国語版） - 清王朝の官僚
- 卓韻芝（中国語版） - 香港の映画監督
- 卓依婷（中国語版） - 台湾の歌手・女優
- 卓麗雯（中国語版） - 香港の記者

## 朝鮮の姓
卓（タク、朝: 탁）は、朝鮮人の姓の一つである。2015年の韓国の国勢調査による人口は21,099人。

### 著名な人物
- 卓光茂（朝鮮語版） - 高麗の文臣。
- 卓慎（朝鮮語版） - 高麗、李氏朝鮮の文臣。
- 卓宗述（朝鮮語版） - 李氏朝鮮の文臣。
- 卓明煥 - 韓国のジャーナリスト。
- タク・ウォンジェ（卓元済） - 韓国の声優。
- タク・ヨンジュン - 韓国の実業家。SMエンタテインメントの代表者。

### 氏族
| 氏族（地域） | 創始者 | 人数（2015年） |
| ------------ | ------ | -------------- |
| 加平卓氏     |        | 551            |
| 江陵卓氏     |        | 17             |
| 江山卓氏     |        | 10             |
| 京畿卓氏     |        | 7              |
| 慶州卓氏     |        | 59             |
| 高霊卓氏     |        | 32             |
| 公州卓氏     |        | 62             |
| 光山卓氏     | 卓之葉 | 15,901         |
| 光州卓氏     |        | 3,650          |
| 金海卓氏     |        | 9              |
| 羅州卓氏     |        | 5              |
| 綾城卓氏     |        | 19             |
| 東洲卓氏     |        | 8              |
| 茂松卓氏     |        | 5              |
| 密陽卓氏     |        | 50             |
| 善山卓氏     |        | 9              |
| 星州卓氏     |        | 32             |
| 水原卓氏     |        | 12             |
| 淳昌卓氏     |        | 23             |
| 順興卓氏     |        | 9              |
| 安東卓氏     |        | 104            |
| 完山卓氏     |        | 18             |
| 元山卓氏     |        | 6              |
| 全州卓氏     |        | 68             |
| 定州卓氏     |        | 27             |
| 晋陽卓氏     |        | 6              |
| 晋州卓氏     |        | 25             |
| 昌寧卓氏     |        | 27             |
| 清安卓氏     |        | 12             |
| 清州卓氏     |        | 8              |
| 平昌卓氏     |        | 19             |
| 漢陽卓氏     |        | 7              |
| 咸陽卓氏     |        | 31             |
| 海東卓氏     |        | 10             |
| 海州卓氏     |        | 51             |
| 華山卓氏     |        | 18             |

## 日本の姓
全国人数120人程度と珍しい姓の部類に入る。発祥は大阪府、香川県、鹿児島県。創賜姓。卓の字義は「すぐれている」。鹿児島県の奄美群島の一字姓。鹿児島県大島郡喜界町羽里に分布あり。